# Oospila acymanta
Oospila acymanta är en fjärilsart som beskrevs av Louis Beethoven Prout 1933. Oospila acymanta ingår i släktet Oospila och familjen mätare. Inga underarter finns listade i Catalogue of Life.